# Хурцидзе, Давид Хвичаевич
Давид Хвичаевич Хурцидзе (род. 4 июля 1993, Кутаиси или Москва) — российский футболист, полузащитник армянского клуба «Алашкерт».

## Биография
Карьера Хурцидзе началась в клубе ЦСКА. Не сыграв ни матча в основной команде, в июне 2013 года на правах аренды перешёл в пензенский «Зенит». В начале 2014 года снова был отдан в аренду, на этот раз в «Торпедо» из Кутаиси. В летнее межсезонье 2014 года перешёл на постоянной основе в армянский «Улисс». Получил серебряные медали чемпионата Армении по футболу 2014/15.
В июле 2015, после вылета из Лиги Европы, «Улисс» покинула целая группа футболистов, в том числе и Давид Хурцидзе. Сыграв 15 матчей, был отзаявлен в октябре того же года.
В начале 2016 года присоединился к клубу «Амкар», однако не смог сыграть ни одного матча за основную команду, так как был заигран за две команды в одном сезоне.
17 июля 2017 «Арарат» (Москва) объявил о подписании контракта с Хурцидзе. В составе «Арарата» игрок стал победителем зонального турнира ПФЛ.
Летом 2019 года перешёл в армянский клуб «Арарат» (Ереван). В начале июля 2021 года стало известно о переходе Хурцидзе в состав чемпиона Армении — клуб «Алашкерт».